# Вдовичка-самітниця
Вдовичка-самітниця (Vidua raricola) — вид горобцеподібних птахів родини вдовичкових (Viduidae).

## Поширення
Вид поширений в тропічній Африці від Сьєрра-Леоне до Ефіопії. Трапляється на заплавах і вологих луках, пасовищах, рисових полях і плантаціях маніоки.

## Опис
Дрібний птах завдовжки 10—11 см, вагою 11—15 г. Це стрункий на вигляд птах, із закругленою головою, міцним і конічним дзьобом, загостреними крилами та хвостом з квадратним закінченням. Самці майже повністю чорні з зеленкуватим металічним відблиском на спині, лише махові пера та кінчик хвоста коричневі, а під крилами на тулубі є біла пляма. У самиць верхня частина тіла помаранчево-коричнева з темнішими крилами та хвостом, нижня частина тіла світло-сіра. На голові від лоба до потилиці проходять дві темно-коричневі смуги, також від скроні по боках шиї проходить коричнева смуга, а над очима є світло-сіра брова. В обох статей очі темно-карі, дзьоб бежевий, а ноги світло-рожеві.

## Спосіб життя
У негніздовий період трапляється у змішаних зграях з астрильдовими і ткачиковими. Живиться насінням трав, яке збирає на землі. Рідше поїдає ягоди, дрібні плоди, квіти, комах.

## Розмноження
Сезон розмноження збігається з завершальною фазою сезону дощів. Гніздовий паразит. Підкладає свої яйця у гнізда астрильдів Amandava subflava. За сезон самиці відкладають 2-4 яйця. Пташенята вилуплюються приблизно через два тижні після відкладення: вони народжуються сліпими і немічними. Вони мають мітки на сторонах рота і горла, ідентичні тим, як у пташенят астрильдів, внаслідок чого їх не можна відрізнити. Пташенята ростуть разом з пташенятами прийомних птахів, слідуючи їхньому циклу росту. Вони залишають гніздо через три тижні після вилуплення, але незалежними стають до півторамісячного віку. Часто ці пташенята після досягнення зрілості залишаються у зграї своїх прийомних батьків.